# Azusa Iwashimizu
Azusa Iwashimizu (岩清水梓, Iwashimizu Azusa), née le 14 octobre 1986 à Takizawa, est une footballeuse internationale japonaise évoluant au poste de défenseur. Elle évolue au NTV Beleza et compte 119 sélections et 11 buts en équipe nationale du Japon.

## Biographie

### Carrière internationale
Azusa Iwashimizu fait ses débuts en équipe première en 2006. Lors de la Coupe du monde de football féminin 2007, elle joue les trois matchs du premier tour. Elle est présente aux Jeux olympiques de 2008, jouant six matchs. Les Japonaises se classent quatrièmes du tournoi olympique. Azusa Iwashimizu joue la Coupe du monde de football féminin 2011, du premier tour à la finale, remportée face aux États-Unis, dans laquelle elle est expulsée à la dernière minute de la prolongation pour une faute sur Alex Morgan.

## Statistiques

### Détails en club
| Saison                | Club                  | Championnat           | Championnat | Championnat | Coupe nationale | Coupe nationale | Coupe de la Ligue | Coupe de la Ligue | Compétition(s) continentale(s) | Compétition(s) continentale(s) | Compétition(s) continentale(s) | Total | Total |
| Saison                | Club                  | Division              | M.          | B.          | M.              | B.              | M.                | B.                | Comp.                          | M.                             | B.                             | M.    | B.    |
| 2003                  | NTV Beleza            | Nadeshiko League      | 17          | 1           | 1               | 0               | -                 | -                 | -                              | -                              | -                              | 18    | 1     |
| 2004                  | NTV Beleza            | Nadeshiko League      | 0           | 0           | -               | -               | -                 | -                 | -                              | -                              | -                              | 0     | 0     |
| 2005                  | NTV Beleza            | Nadeshiko League      | 16          | 1           | 4               | 0               | -                 | -                 | -                              | -                              | -                              | 20    | 1     |
| 2006                  | NTV Beleza            | Nadeshiko League      | 17          | 3           | 3               | 0               | -                 | -                 | -                              | -                              | -                              | 20    | 3     |
| 2007                  | NTV Beleza            | Nadeshiko League      | 19          | 1           | 3               | 0               | 1                 | 0                 | -                              | -                              | -                              | 23    | 1     |
| 2008                  | NTV Beleza            | Nadeshiko League      | 16          | 2           | -               | -               | -                 | -                 | -                              | -                              | -                              | 16    | 2     |
| 2009                  | NTV Beleza            | Nadeshiko League      | 21          | 2           | 4               | 0               | -                 | -                 | -                              | -                              | -                              | 25    | 2     |
| 2010                  | NTV Beleza            | Nadeshiko League      | 17          | 2           | 1               | 0               | 5                 | 0                 | -                              | -                              | -                              | 23    | 2     |
| 2011                  | NTV Beleza            | Nadeshiko League      | 16          | 1           | 3               | 0               | -                 | -                 | -                              | -                              | -                              | 19    | 1     |
| 2012                  | NTV Beleza            | Nadeshiko League      | 17          | 1           | 2               | 1               | 5                 | 0                 | -                              | -                              | -                              | 24    | 2     |
| 2013                  | NTV Beleza            | Nadeshiko League      | 18          | 2           | 2               | 0               | 9                 | 1                 | -                              | -                              | -                              | 29    | 3     |
| 2014                  | NTV Beleza            | Nadeshiko League      | 28          | 2           | 3               | 1               | -                 | -                 | -                              | -                              | -                              | 31    | 3     |
| 2015                  | NTV Beleza            | Nadeshiko League      | 22          | 1           | 2               | 0               | -                 | -                 | -                              | -                              | -                              | 24    | 1     |
| 2016                  | NTV Beleza            | Nadeshiko League      | 18          | 1           | 4               | 0               | 10                | 2                 | -                              | -                              | -                              | 32    | 3     |
| 2017                  | NTV Beleza            | Nadeshiko League      | 18          | 1           | 5               | 1               | 9                 | 4                 | -                              | -                              | -                              | 32    | 6     |
| 2018                  | NTV Beleza            | Nadeshiko League      | 18          | 0           | 5               | 0               | 9                 | 0                 | -                              | -                              | -                              | 32    | 0     |
| 2019                  | NTV Beleza            | Nadeshiko League      | 9           | 0           | 0               | 0               | 10                | 2                 | -                              | -                              | -                              | 19    | 2     |
| 2020                  | NTV Beleza            | Nadeshiko League      | 0           | 0           | 0               | 0               | -                 | -                 | -                              | -                              | -                              | 0     | 0     |
| 2021-2022             | NTV Beleza            | Nadeshiko League      | 9           | 0           | 2               | 0               | -                 | -                 | -                              | -                              | -                              | 11    | 0     |
| 2022-2023             | NTV Beleza            | Nadeshiko League      | 7           | 0           | 4               | 0               | 5                 | 0                 | -                              | -                              | -                              | 16    | 0     |
| 2023-2024             | NTV Beleza            | Nadeshiko League      | 8           | 0           | 0               | 0               | 1                 | 0                 | -                              | -                              | -                              | 9     | 0     |
| Sous-total            | Sous-total            | Sous-total            | 311         | 21          | 48              | 3               | 64                | 9                 | -                              | -                              | -                              | 423   | 33    |
| Total sur la carrière | Total sur la carrière | Total sur la carrière | 311         | 21          | 48              | 3               | 64                | 9                 | -                              | -                              | -                              | 423   | 33    |

https://globalsportsarchive.com/people/soccer/azusa-iwashimizu/291463/

## Palmarès

### En sélection nationale
- Vainqueur de la Coupe du monde de football féminin 2011
- Finaliste des Jeux olympiques d'été de 2012
- Vainqueur de la Coupe d'Asie des nations de football féminin 2014